# Доња Будрига
Доња Будрига (алб. Budrikë e Poshtme) је насеље у општини Гњилане, Косово и Метохија, Република Србија.

## Географија
Налази се на око 6 km југозападно од града Гњилана. Насељено је искључиво српским становништвом. На врху једног брега под именом Главичица налази се рушевина старе православне цркве. У селу постоји осмогодишња школа која носи име српског просветитеља и реформатора Доситеја Обрадовића.

## Историја
Село је старо и у селу има много староседеоца. У општем делу код постанка насиља је изнето, да се Будрези помињу као множина у доба кнеза Лазара. Село је врло давно било на месту „Селиште“. Одатле је пресељено, како кажу, што су им се деца давила у Морави, а по једној причи и зато, што се вода расплињавала кад су ову реку некада затварали у Угљарској Клисури. Док је село било у Селишту, на месту где је сада село, био је луг који је прокрчио неки господар Митар и ту отворио бунар. По његову аманету сеоска преслава је Митровдан.
На левој обали Мораве а на месту званом Главичица постоји црква храма Вознесења, која је у рушевинама. Прича се, да је код ове цркве некад бивао вашар о Спасовдану, који је трајао по месец дана сваке године. У близини села постоји вис Илијна Глава и на њему црква у рушевинама.

## Демографија

### Попис по националној припадности
| Етнички састав према попису из 2011. (по косовским подацима)‍ | Етнички састав према попису из 2011. (по косовским подацима)‍ | Етнички састав према попису из 2011. (по косовским подацима)‍ | Етнички састав према попису из 2011. (по косовским подацима)‍ | Етнички састав према попису из 2011. (по косовским подацима)‍ |
| ------------------------------------------------------------ | ------------------------------------------------------------ | ------------------------------------------------------------ | ------------------------------------------------------------ | ------------------------------------------------------------ |
|                                                              |                                                              |                                                              |                                                              |                                                              |
| Срби*                                                        | Срби*                                                        |                                                              | 334                                                          | 99,98%                                                       |
| остали                                                       | остали                                                       |                                                              | 1                                                            | 0,02%                                                        |

- Срби су делимично бојкотовали попис па тачан број није познат

## Порекло становништва по родовима
Подаци из 1929:
- Стевићи (1 к., Св. Никола), дошли из Гњилана 1750.-е
- Влајковићи (2 к., Св. Јован), староседеоци.
- Живковићи (2 к., Св. Јован), староседеоци.
- Дејановићи (7 к., Св. Јован), староседеоци.
- Поповићи (5 к., Св. Јован), староседеоци.
- Урдарци (4 к., Св. Јован), староседеоци.
- Бојковићи (7 к., Св. Јован), староседеоци.
- Јањићи (5 к., Св. Петка), староседеоци.
- Паливетрићи (2 к., Св. Никола), староседеоци.
- Магдини (2 к., Св. Ђорђе Алимпије), досељени из Витине око 1810. године.
- Кулајџија (1 к., Св. Ђорђе), пресељен из Деваје око 1830. године. Презиме је добио што је као слуга становао у беговској кули.
- Попијарци (3 к., Св. Арханђео), староседеоци. Били су пресељени у Шилово, вратили се око 1830. год. Попијарцима су прозвани што им је неки предак много пио.
- Аџи-Перци (2 к., Св. Ђорђе), пресељени од истоименог рода из Пасјана око 1860. год. Старином су из Носаља.
- Шијаци (3 к., Св. Јован), пресељени из Витине око 1860. год.
- Бајковић (1 к., Св. Никола), пресељени из Доморовца око 1860. год. на мираз код Поповића.
- Ивковић (1 к., Св. Јован), пресељен око 1870. год. из Витине као слуге.
- Јанцићи (3 к., Св. Никола), пресељени из Жегре око 1890. године од зулума. Старином су из Влаштице, као и њихови сродници у Пасјану.
- Ливочки (1 к., Св. Никола), пресељен из Доњег Ливоча око 1890. год.
- Камишевић (1 к., Св. Ђорђе Алимпије), пресељен из истоименог рода као слуге из Пасјана почетком 20. века. Старина им је у Доњој Шипашници код Косовске Каменице.
- Даравци (2 к., Св. Никола), пресељени из Жегре као слуге. Старином су из Владова.
- Костић (1 к., Митровдан), пресељен из истоименог рода из Пасјана као слуге 1905. год. Старином су из околине Косовске Митровице.
- Дишљенковић (1 к., Св. Никола), досељен из Призрена 1918. године као бакалин.
- Презимена која се јављају у селу су: Стојановић, Стојковић, Сентић, Станковић, Симић, Савић, Јанковић, Јовановић, Антонијевић, Анђелковић, Аксић, Панајотовић, Митровић, Ђорђевић, Васић, Живковић, Љубисављевић и друга.

## Знамените личности
- Благоје Савић, српски песник и приповедач